# Adresseermachine

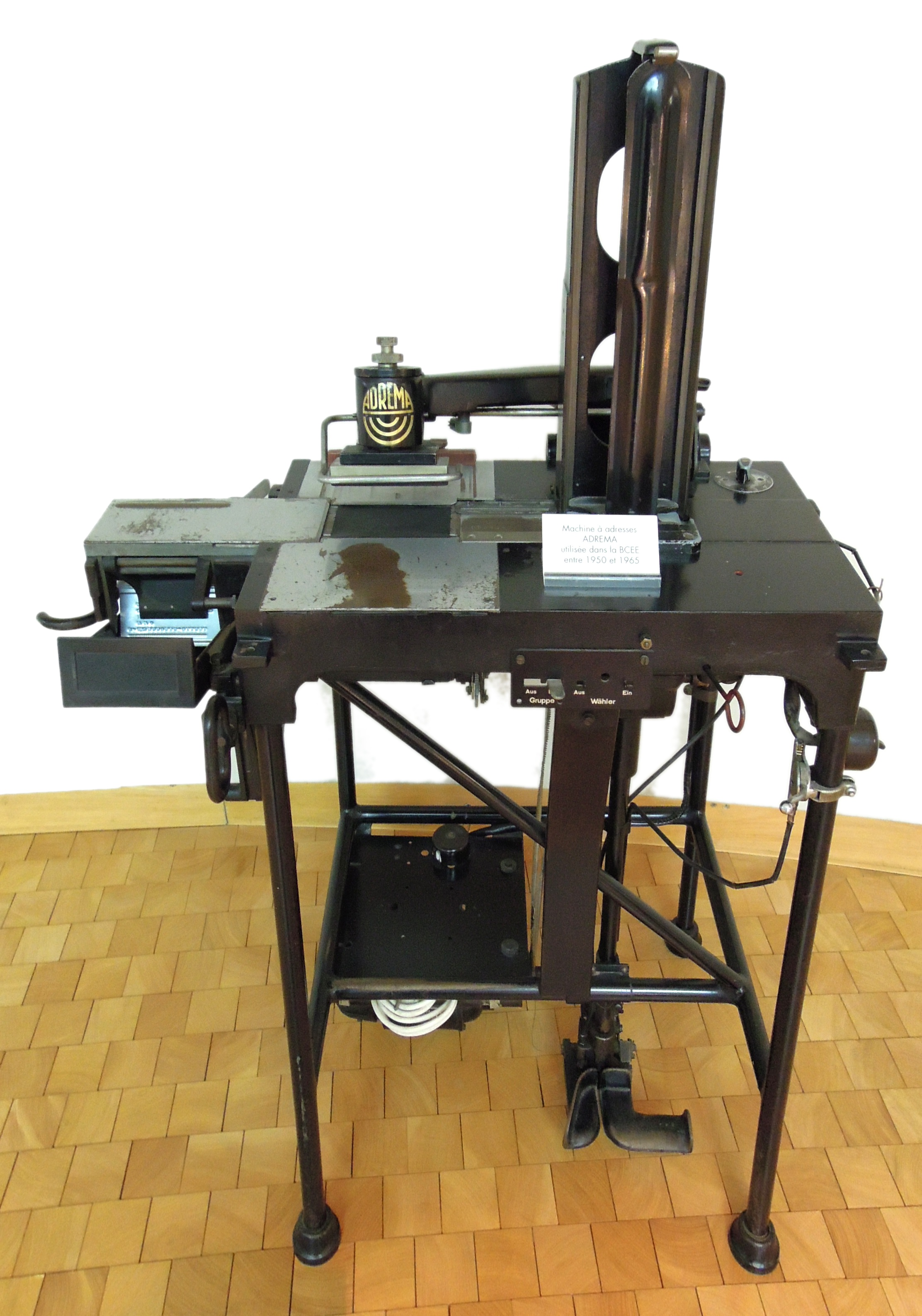
Adrema adresseermachine

Een adresseermachine is een mechanisch apparaat dat achter elkaar informatie van de ene fysieke drager kan afdrukken op een andere fysieke drager. De adresseermachine werd aanvankelijk ontwikkeld om grote sets adresgegevens af te drukken op documenten zoals enveloppen; het adresseren van post. Met de komst van computers en printers is de adresseermachine in onbruik geraakt.

## Geschiedenis
In het midden van de negentiende eeuw nam de behoefte toe om sneller grote partijen post te adresseren. Het handmatig aanbrengen van adressen op poststukken was arbeidsintensief en foutgevoelig. Het alternatief om met druktechnieken een voorraad met vooraf gedrukte adressen aan te leggen, was inefficient en kostbaar. Diverse uitvinders begonnen te werken aan een machine die een adres direct op een poststuk kon afdrukken.
In 1870 werd in de Verenigde Staten van Amerika het eerste patent aangevraagd voor een adresseermachine, de McFatrich Mailer, van James McFatrich.